# Sportpark De Streepjesberg
Sportpark De Streepjesberg is een sportpark in de Noord-Hollandse stad Den Helder. Het is de thuisbasis van FC Den Helder. Het sportpark dankt zijn naam aan een gelijknamig nabijgelegen duin. In het verleden was het ook de thuisbasis van HRC, HFC Helder en SV Watervogels. Er bestaan plannen om het sportpark te verbouwen.

## Sportaccommodaties
Sportpark De Streepjesberg telde aanvankelijk acht voetbalvelden, die verdeeld waren over drie terreinen met elk een aparte ingang aan de Hagedoornstraat of Bremstraat. De hoofdvelden van de rivalen HFC Helder en HRC waren op Sportpark De Streepjesberg hemelsbreed slechts enkele tientallen meters van elkaar verwijderd. Het Hagedoornpad (voet/fietspad) deelde het voetbalcomplex in tweeën: HFC en Watervogels aan de westzijde en HRC aan de oostzijde.
Met FC Den Helder als enige bespeler sinds 2001 werd op grond van berekeningen door de gemeente geconstateerd dat het aantal voetbalvelden sinds de fusie op dit park te groot was. Daarom werd de mogelijkheid bestudeerd een aantal velden af te stoten. Er waren plannen om de vrijkomende ruimte om te vormen tot natuurgebied of villapark. Anno 2021 is het aantal velden verminderd naar 4, de vrijgekomen ruimte is nog niet herontwikkeld.

### HFC-terrein

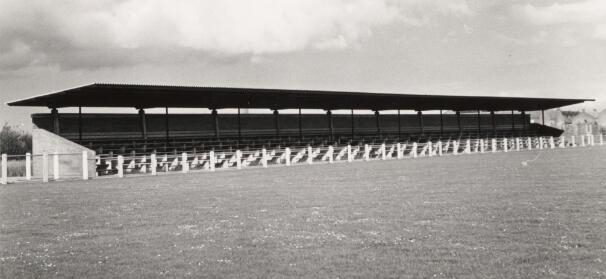
Tribune op het terrein van HFC Helder op De Streepjesberg.

Vanaf juni 1956 kwam HFC Helder te spelen op het Sportpark De Streepjesberg aan de Hagedoornstraat, waar men drie speelvelden ter beschikking kreeg. In 1969 werden er rond het hoofdveld lichtmasten geplaatst. Het HFC-terrein grenste aan het Watervogels-terrein.

### Racing-terrein
Het meest opvallende terrein was het Racing-terrein van HRC aan de Bremstraat, waar de club sinds 1955 was te vinden. Langs het hoofdveld stond een overdekte tribune, de Steef Boersema tribune, in Engelse stijl met plaats voor 800 toeschouwers. Dit bouwwerk verklaart zich omdat HRC in het historische voetbal voorheen uitkwam op het Tweede niveau van het Nederlands voetbal en destijds grote ambities had. HRC had één hoofdveld en twee bijvelden. 
Dit terrein wordt sinds 2001 gebruikt door FC Den Helder. In 2021 werd bekend dat de tribune uit veiligheidsoverwegingen zal worden gesloopt, nadat er door onderzoek van de Gemeente gebreken geconstateerd zijn aan het dak en de staal- en betonconstructie. De tribune werd per direct afgesloten voor gebruik. De sloop van de tribune heeft in juli 2024 aangevangen. Er zal een nieuwe tribune worden gebouwd die plek heeft voor 400 toeschouwers.

### Watervogels-terrein
Op het Watervogels-terrein aan de Hagedoornstraat waren twee voetbalvelden, waarvan langs het hoofdveld een kleine oude houten tribune, de Meester Schuijtribune, stond. Het terrein van SV Watervogels grenste enkel aan het HFC-terrein. Op 11 november 1982 werd de eerste steen gelegd voor de kantine van Watervogels. Vanaf oktober 2012 speelde SV Watervogels haar wedstrijden op het terrein van buurman FC Den Helder, de club hield in 2013 op te bestaan en ging gedeeltelijk over in FC Den Helder. Na een brand van haar kantine in augustus 2013, bleef het gebouw nog een aantal jaren staan, alvorens het in januari 2016 tegen de vlakte ging.

## Evenementen
Het is een van de locaties waar jaarlijks het Helderse schoolvoetbaltoernooi wordt gehouden. SV Noordkop gebruikt het terrein een aantal keren per jaar als start- en finishpunt voor hardloopwedstrijden.

## Belangrijke wedstrijden
In het kader van het Maritiem Toernooi, hebben verschillende Nederlandse en buitenlandse betaaldvoetbalclubs de grasmat van De Streepjesberg betreden. Het sportpark wordt sinds 1956 eveneens gebruikt voor wedstrijden van het Helders elftal, het Noordhollands elftal en het Nederlands militair elftal.
Noord-Hollands voetbalelftal:
| Datum       | Wedstrijd                               | Uitslag | Competitie     | Toeschouwers |
| ----------- | --------------------------------------- | ------- | -------------- | ------------ |
| 22 mei 1956 | Noord-Holland – Middlesex Wanderers AFC | 1 – 1   | Oefenwedstrijd | -            |

Nederlands Militair voetbalelftal:
| Datum           | Wedstrijd                               | Uitslag | Competitie     | Toeschouwers |
| --------------- | --------------------------------------- | ------- | -------------- | ------------ |
| 9 augustus 1956 | Nederland Militairen – Sparta Rotterdam | 2 – 0   | Oefenwedstrijd | 5.000        |

## Galerij

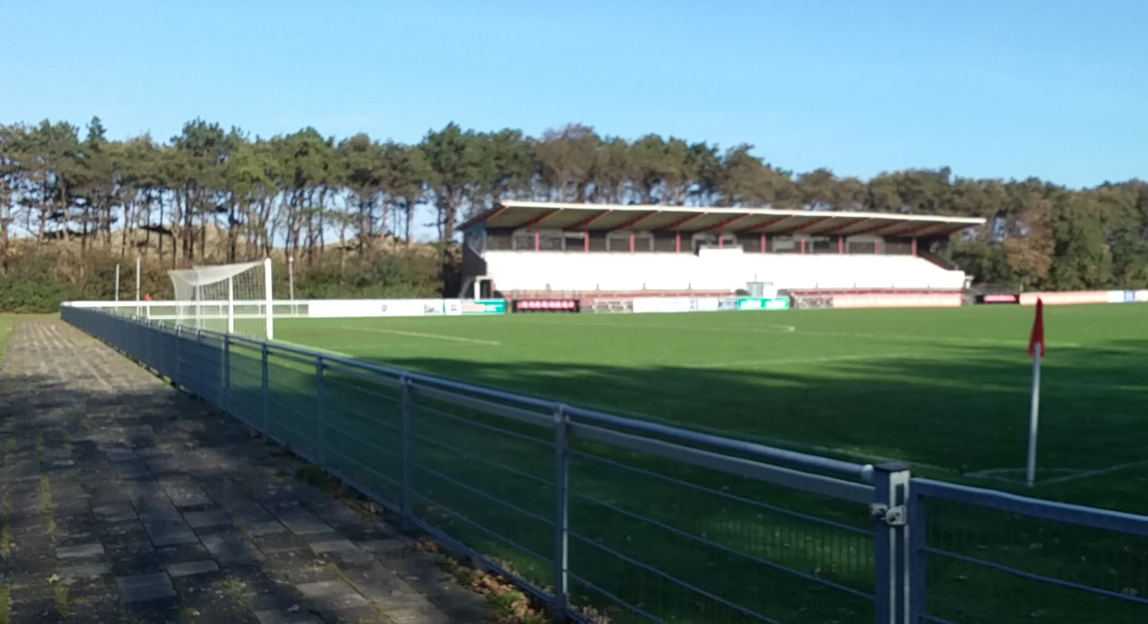
Het Hoofdveld van FC Den Helder (2017).
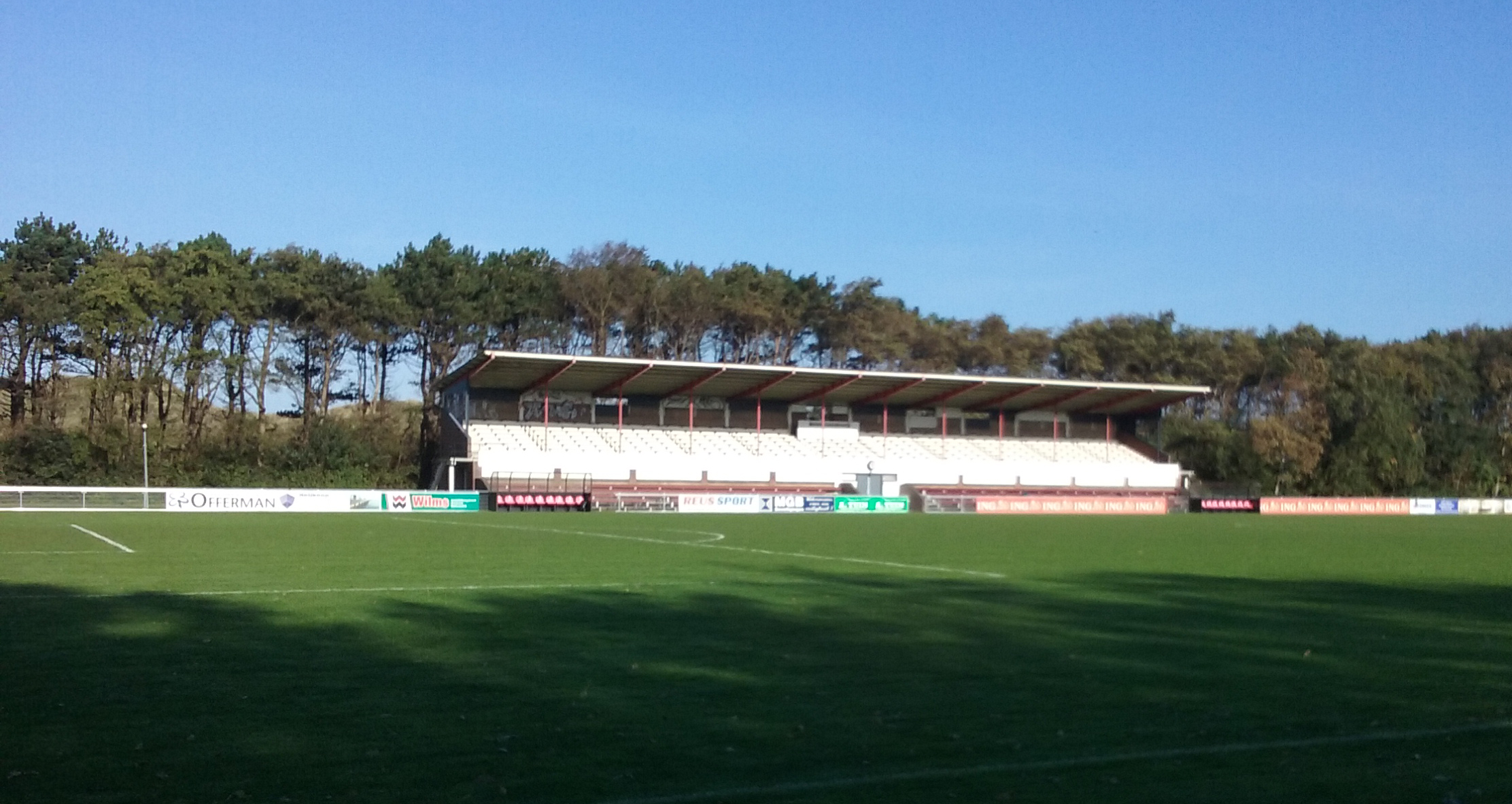
De Steef Boersematribune (Racing-terrein).
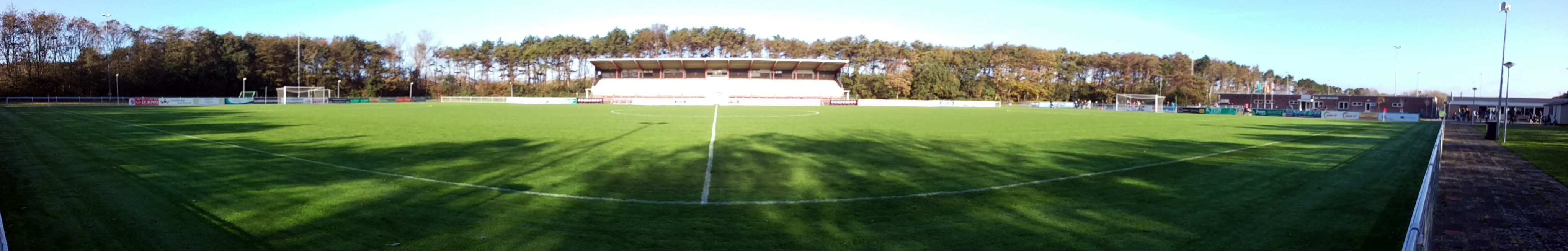
Panorama hoofdveld (Racing-terrein).